# Ecàlia
Ecàlia (en grec antic Οἰχαλία) era una ciutat de Tessàlia de la que parla Homer al "Catàleg de les naus" a la Ilíada. Era una de les ciutats que governaven Podaliri i Macàon.
Homer també diu que era la pàtria del rei Èurit, a qui la mitologia grega atribueix l'organització d'una competició per veure qui el podia vèncer en el tir amb arc, i com a premi oferia la mà de la seva filla Íole. Hèracles el va vèncer, Èurit no va voler donar-li el premi i l'heroi va conquerir la ciutat, el va matar i es va emportar Íole com a esclava.
Des d'antic hi havia discrepàncies sobre si Ecàlia, la ciutat d'Èurit, es trobava a Tessàlia, o bé a Messènia o a l'illa d'Eubea o fins i tot a Arcàdia. Un poeta èpic grec, Creòfil, va escriure un poema titulat Οἰχαλίας ἅλωσις (La conquesta d'Ecàlia), que també s'atribueix a Homer, on deia que Ecàlia era a Etòlia. Al districte d'Erètria, una ciutat d'Eubea, la situa Pausànias, Estrabó (que també la situa en altres llocs però no es decanta per cap), i Esteve de Bizanci. Pausànias també la situa a Messènia, prop d'Andània, i diu que en un bosquet de xiprers hi havia estàtues d'Apol·lo, d'Hermes i de Persèfone, i era el lloc on se celebraven els ritus de les grans deesses (Demèter i Persèfone) i es guardaven els ossos d'Èurit.